# Спартак (филм)
Вижте пояснителната страница за други значения на Спартак.
„Спартак“ (на английски: Spartacus) е американски игрален филм – исторически епос, излязъл по екраните през 1960 година, режисиран от Стенли Кубрик с участието на Кърк Дъглас в главната роля. Сценарият, написан от Долтън Тръмбо, е адаптация по едноименния роман на Хауърд Фаст.

## Сюжет
Произведението разказва историята на гладиатора-роб Спартак и събитията покрай историческото въстание, чийто вдъхновител и основен организатор е самият той.

## В ролите
| Актьор        | Роля                                                              |
| ------------- | ----------------------------------------------------------------- |
| Кърк Дъглас   | Спартак                                                           |
| Лорънс Оливие | Марк Лициний Крас (римски политик и пълководец)                   |
| Питър Устинов | Гай Корнелий Лентул Батиат (собственик на гладиаторското училище) |
| Джон Гавин    | Юлий Цезар                                                        |
| Джийн Симънс  | Вариния (любима на Спартак)                                       |
| Чарлз Лотън   | Гракх (римски сенатор)                                            |
| Тони Къртис   | Антоний (млад роб – певец и рецитатор)                            |
| Джон Дал      | Марк Глабрус                                                      |
| Нина Фош      | Хелена Глабрус                                                    |
| Джон Айлънд   | Крикс                                                             |
| Хърбърт Лом   | Тигран Левантус                                                   |
| Чарлс Макгро  | Марселъс                                                          |
| Уди Строд     | Драба                                                             |
| Джоана Барнс  | Клаудия Мариус                                                    |
| Питър Броко   | Рамон                                                             |
| Харолд Стоун  | Давид                                                             |

## Продукция
Първоначално за режисьор на продукцията е ангажиран Антъни Ман, който обаче е сменен малко след началото от Кубрик по настояване на голямата звезда, изпълнител на главната роля – Кърк Дъглас, който е и съпродуцент на филма.
Очаквано, „Спартак“ се превръща в един от най-големите финансови успехи на холивудското студио Юнивърсъл. Авторитетното списание Empire включва филма сред първите 100 в списъка си „500 най-велики филма за всички времена“.

## Награди и номинации
„Спартак“ е сред основните заглавия на 33-тата церемония по връчване на наградите „Оскар“, където е номиниран за отличието в 6 категории, печелейки 4 от тях, включително призовете за най-добра кинематография (операторско майсторство) и най-добра поддържаща мъжка роля за Питър Устинов. Произведението е удостоено с награда „Златен глобус“ за най-добър драматичен филм.